# Le Figaro réussir
Le Figaro Réussir est un guide de quinze pages créé en septembre 2005 en supplément du quotidien français Le Figaro.
Le Figaro Réussir et L'Express Réussir sont réalisés à 50 % par Le Figaro et 50 % par L'Express.